# Alex Lyon
Alexander Augustus "Alex" Lyon, född 9 december 1992, är en amerikansk professionell ishockeymålvakt som är kontrakterad till Florida Panthers i National Hockey League (NHL) och spelar för Charlotte Checkers i American Hockey League (AHL).
Han har tidigare spelat för Philadelphia Flyers och Carolina Hurricanes i NHL; Lehigh Valley Phantoms och Chicago Wolves i AHL; Yale Bulldogs i National Collegiate Athletic Association (NCAA) samt Cedar Rapids Roughriders och Omaha Lancers i United States Hockey League (USHL).
Lyon blev aldrig NHL-draftad.